# USS Abraham Lincoln (CVN-72)
USS Abraham Lincoln (CVN-72) – amerykański lotniskowiec z napędem atomowym, piąty okręt typu Nimitz. Służy w Marynarce Wojennej Stanów Zjednoczonych od 1989. Nazwany na cześć prezydenta Abrahama Lincolna. Portem macierzystym okrętu jest obecnie Everett w stanie Waszyngton.
Stępkę pod okręt położono 3 listopada 1984. Okręt został zwodowany 13 lutego 1988 i wszedł do służby 11 listopada 1989.

## "Mission Accomplished"

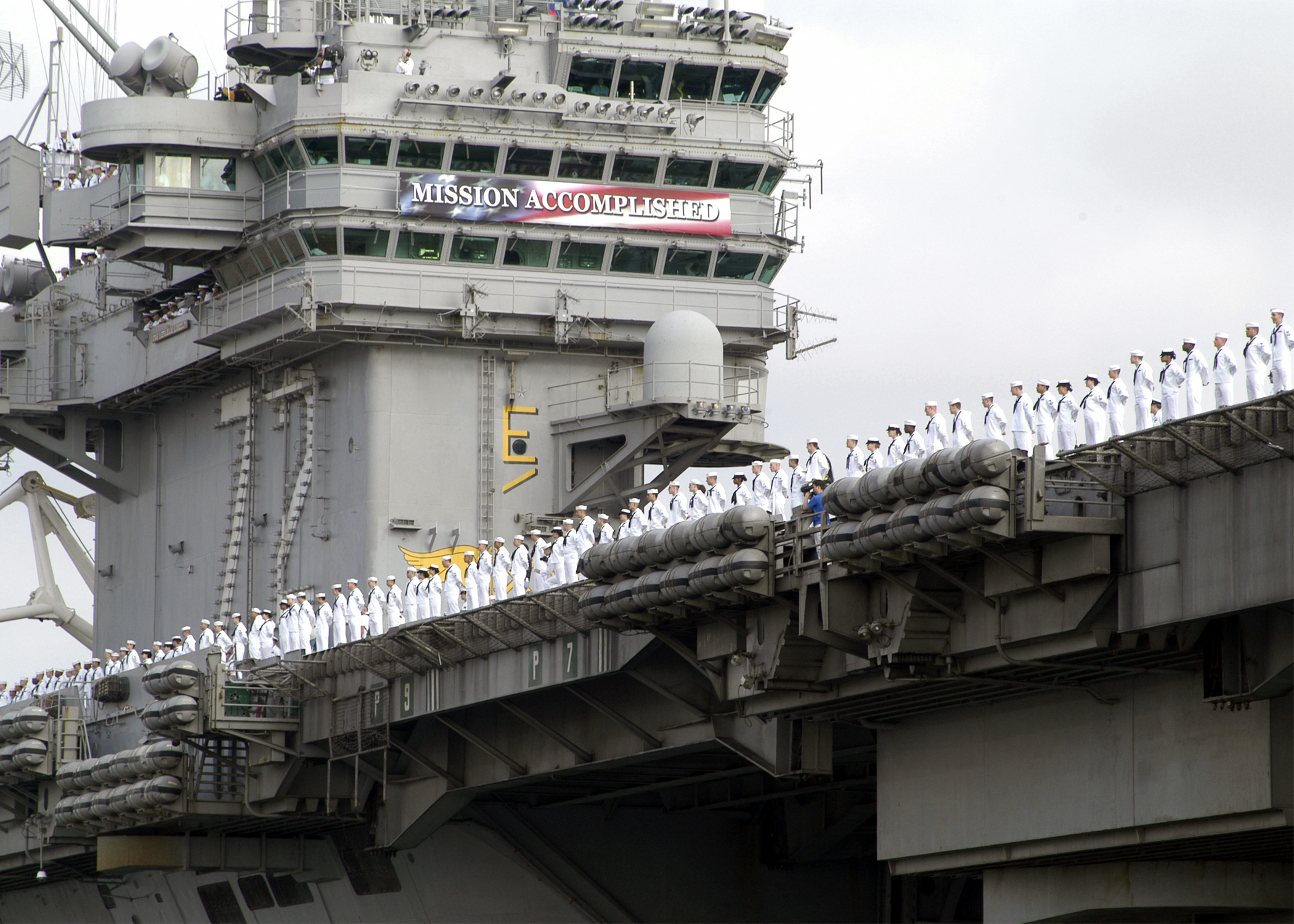
Powrót z Zatoki Perskiej w 2003 z transparentem "Mission Accomplished" ("Zadanie Wykonane")

Lotniskowiec wspierał inwazję Iraku w 2003. Po powrocie do Stanów Zjednoczonych, przed wpłynięciem lotniskowca do macierzystego portu okręt odwiedził George W. Bush. W bardzo nietypowy dla urzędującego prezydenta sposób wylądował na okręcie w samolocie odrzutowym S-3 Viking, siedząc jako pasażer w fotelu drugiego pilota (Bush w młodości pilotował wojskowe odrzutowce, ale na pewno nie był w stanie sam wylądować na lotniskowcu). Lotniskowiec był w tym momencie w pobliżu brzegu i prezydent był w stanie bez problemu dolecieć do niego helikopterem. Jego zdjęcia w kombinezonie lotniczym i tryumfalna przemowa pod transparentem "Mission Accomplished" (Zadanie wykonane) było w tamtym momencie uznane za majstersztyk propagandy politycznej. Z biegiem czasu jednak, w miarę jak stawało się coraz bardziej jasne że konflikt w Iraku wcale nie jest zakończony, spojrzenie na to wydarzenie wśród Amerykanów diametralnie się zmieniło. Obecnie napis "zadanie wykonane" jest dla wielu Amerykanów najbardziej oczywistym dowodem że administracja Busha nie zdawała sobie sprawy z prawdziwej sytuacji w Iraku i nie była przygotowana do stabilizacji kraju. Administracja Busha próbowała usprawiedliwiać się twierdząc że Bush w przemowie potwierdził tylko zakończenie "dużych operacji bojowych", a sam transparent był spontanicznym pomysłem załogi, i co więcej odnosił się tylko do zakończenia działań samego lotniskowca, a nie całej wojny. Później jednak okazało się, że administracja Busha miała wydatny wkład w powieszenie transparentu (na przykład wydrukowała go, gdyż sam lotniskowiec nie miał odpowiednich drukarek).

## Dalsze losy
13 marca 2008 lotniskowiec wypłynął na 7 miesięczny rejs (deployment). Pod koniec kwietnia wpłynął do Zatoki Perskiej, zastępując tam lotniskowiec USS "Harry S. Truman".

## Remont
Lotniskowiec ma obecnie przejść wieloletni kapitalny remont połączony z wymianą paliwa jądrowego w stoczni Newport News. Remont ten miał zacząć się w lutym 2013, lecz może zostać opóźniony z powodu cięć budżetowych. 